# Andreaea wangiana
Andreaea wangiana là một loài rêu trong họ Andreaeaceae. Loài này được P.C. Chen mô tả khoa học đầu tiên năm 1958.